# Ноель Маріц
Ноель Маріц (нім. Noëlle Maritz; нар. 23 грудня 1995, Ньюпорт-Біч, США) — американська та швейцарська футболістка, захисниця клубу німецької Бундесліги «Вольфсбург».

## Ранні роки
Народилася в каліфорнійському місті Ньюпорт-Біч, у дитинстві разом з родиною переїхала до Гілсборо зі штату Ньб-Джерсі. Навчалася в Початковій школі Гілсборо округу Сомерсет, де займалася футболом та бейсболом. У 2005 році разом зі своєю сім’єю переїхала з Нью-Джерсі в кантон Тургау; де оселилася в Ерлені.

## Клубна кар'єра
Футболом розпочала займатися у 4-річному віці в рідному місті Ньюпорт-Біч. Після переїзду родини до Східного узбережжя, вступила до Академії розвитку гравців у Нью-Джерсі. Після виступів за команди США U-13, влітку 2006 року повернулася до країни походження своїх предків, Швейцарії. Спочатку виступала за юнацьку команду «Амрісвілль», а влітку 2007 року перебралася в «Стаад». Протягом трьох років навчалася в освітньому центрі при Швейцарській футбольній асоціації в Гутвілі. У цей період Маріц грала разом з хлопцями в юнацьких командах «Віля» U-13, U-14 та U-15. Напередодні старту сезону 2011/12 підписала 3-річний контракт з «Цюрихом». У чемпіонаті Швейцарії дебютувала 6 серпня 2011 року в поєдинку проти «Швіца». За два сезони, проведених у команді, зіграла 28 матчів та відзначилася 1 голом у швейцарському чемпіонаті. 
20 травня 2013 року підписала контракт з 3-разовим переможцем німецької Бундесліги «Вольфсбургом». У своєму дебютному сезоні в новій команді відіграла 15 з 22-х матчів у чемпіонаті Німеччини та допомогла клубу оформити «золотий дубль» (виграти Бундеслігу та Лігу чемпіонів).

## Кар'єра в збірній
З 2013 року виступає за національну збірну Швейцарії, у футболці якої дебютувала 6 березня 2013 року в поєдинку кубку Кіпру проти Канади. У сезоні 2013/14 років допомогла німкеням успішно пройти кваліфікацію чемпіонату світу 2015 року в Канаді, де зіграла у всіх 4-х матчах збірної Німеччини на турнірі.

## Досягнення

### Клубні
«Цюрих»
- Чемпіонат Швейцарії
  -  Чемпіон (2): 2012, 2013

- Кубок Швейцарії
  -  Володар (2): 2012, 2013

«Вольфсбург»
- Чемпіонат Німеччини
  -  Чемпіон (4): 2014, 2017, 2018, 2019

- Кубок Німеччини
  -  Володар (5): 2015, 2016, 2017, 2018, 2019

- Ліга чемпіонів УЄФА
  -  Володар (1): 2014

### Збірна
- Кубок Кіпру
  -  Володар (1): 2017